# Ожидаевская
Ожидаевская — река на острове Сахалин, левый приток реки Тиобут, принадлежит к бассейну реки Лютога.
Впадает в реку Тиобут за 20 км от её впадения в Лютогу, протекает по территории Холмского городского округа Сахалинской области. В долине реки расположены сёла Чистоводное и Ожидаево.
Общая протяжённость реки составляет 20 км. Площадь водосборного бассейна составляет 121 км². Общее направление течения с запада на восток.
Имеет крупный приток — реку Чистоводная.

## Данные водного реестра
По данным государственного водного реестра России относится к Амурскому бассейновому округу.
Код объекта в государственном водном реестре — 20050000212118300006397.